# Poliodòntids

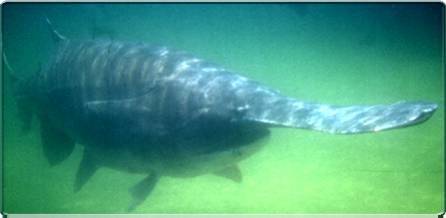
Peix espàtula del Mississipi.

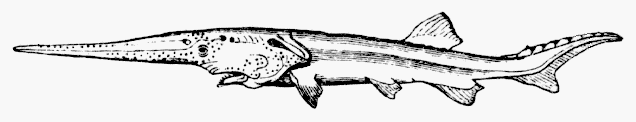
Peix espàtula del Iangtsé.

Els poliodòntids (Polyodontidae), coneguts com a peixos espàtula, són una família de peixos actinopterigis de l'ordre acipenseriformes. Són peixos de riu distribuïts per la Xina i Amèrica del Nord. El registre fòssil mostra que són un grupmolt primitiu que aparegué fa més de 300 milions d'anys.
La boca sembla una espàtula i té dues petites barbes, amb dents diminuts. La pell no té escates excepte unes poques sobre el peduncle se l'aleta caudal heterocerca; fenedures de les brànquies llargues i molt nombroses.
Són peixos ossis i no estan empàrentats amb els condrictis o taurons, però morfològicament hi tenen certa semblança, ja que tenen esquelet cartilaginós i una aleta caudal semblant.
Els seus orígens evolutius rauen en l'antic supercontinent de Lauràsia.

## Taxonomia
- Gènere Polyodon (Lacepède, 1797)
  - Polyodon spathula (Walbaum, 1792) - peix espàtula americà o del Mississipi.
- Gènere Psephurus (Günther, 1873)
  - Psephurus gladius (Martens, 1862) - peix espàtula xinès.